# Melanthrips gracilicornis
Melanthrips gracilicornis är en insektsart som beskrevs av Maltbaeck 1931. Melanthrips gracilicornis ingår i släktet Melanthrips och familjen Melanthripidae. Inga underarter finns listade i Catalogue of Life.